# St. Emmeram (Kleinhelfendorf)

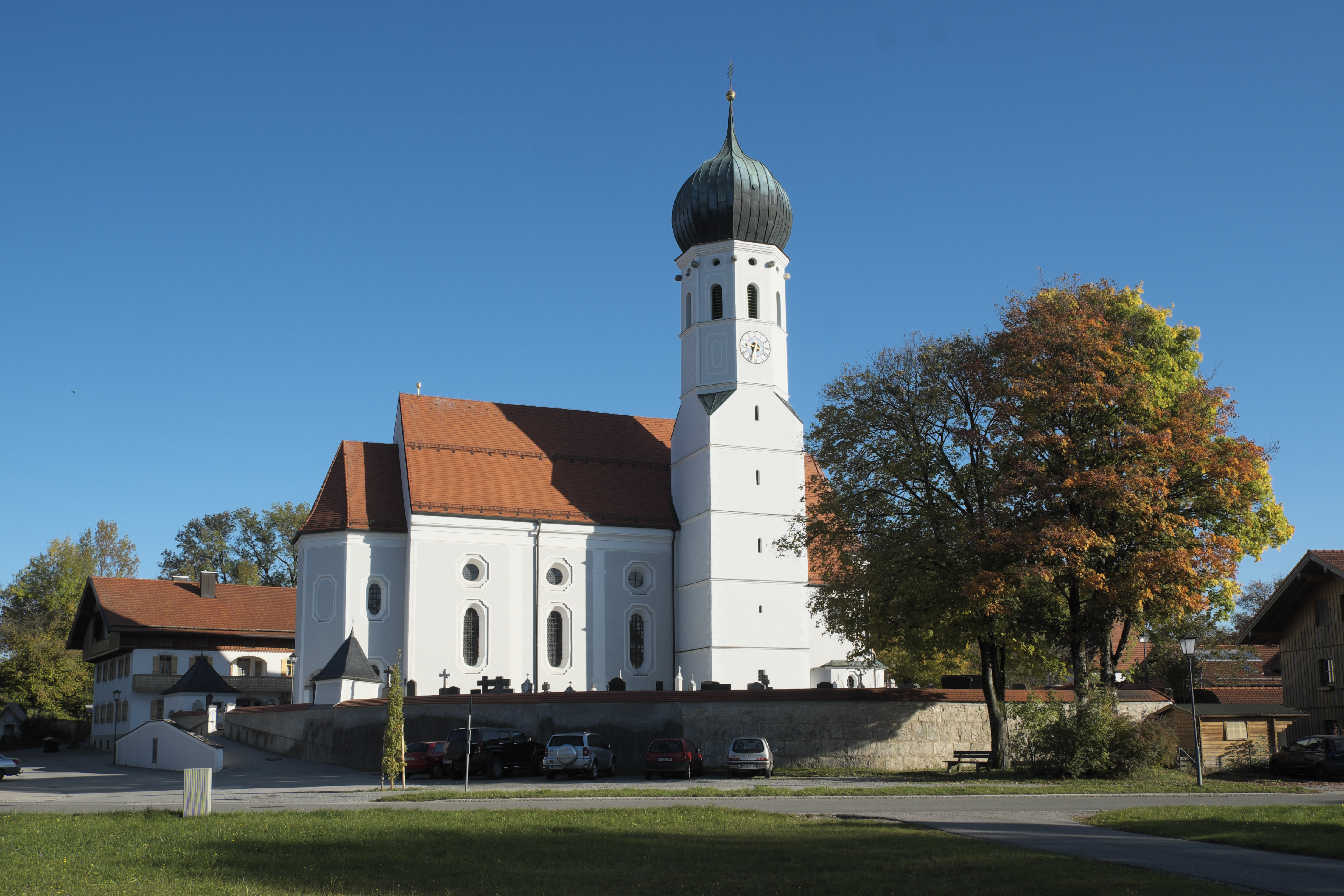
Pfarrkirche St. Emmeram

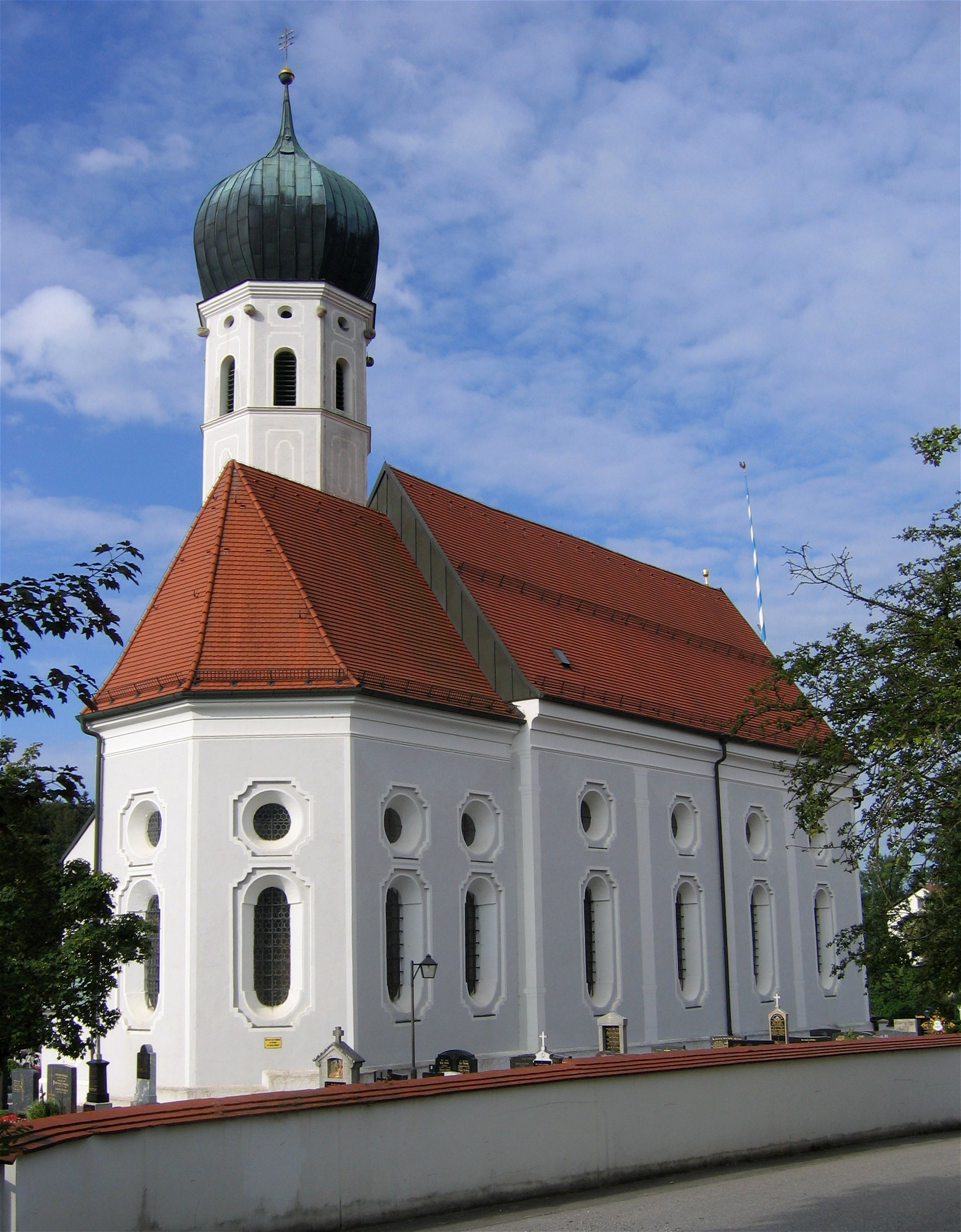
Ansicht von Nordosten

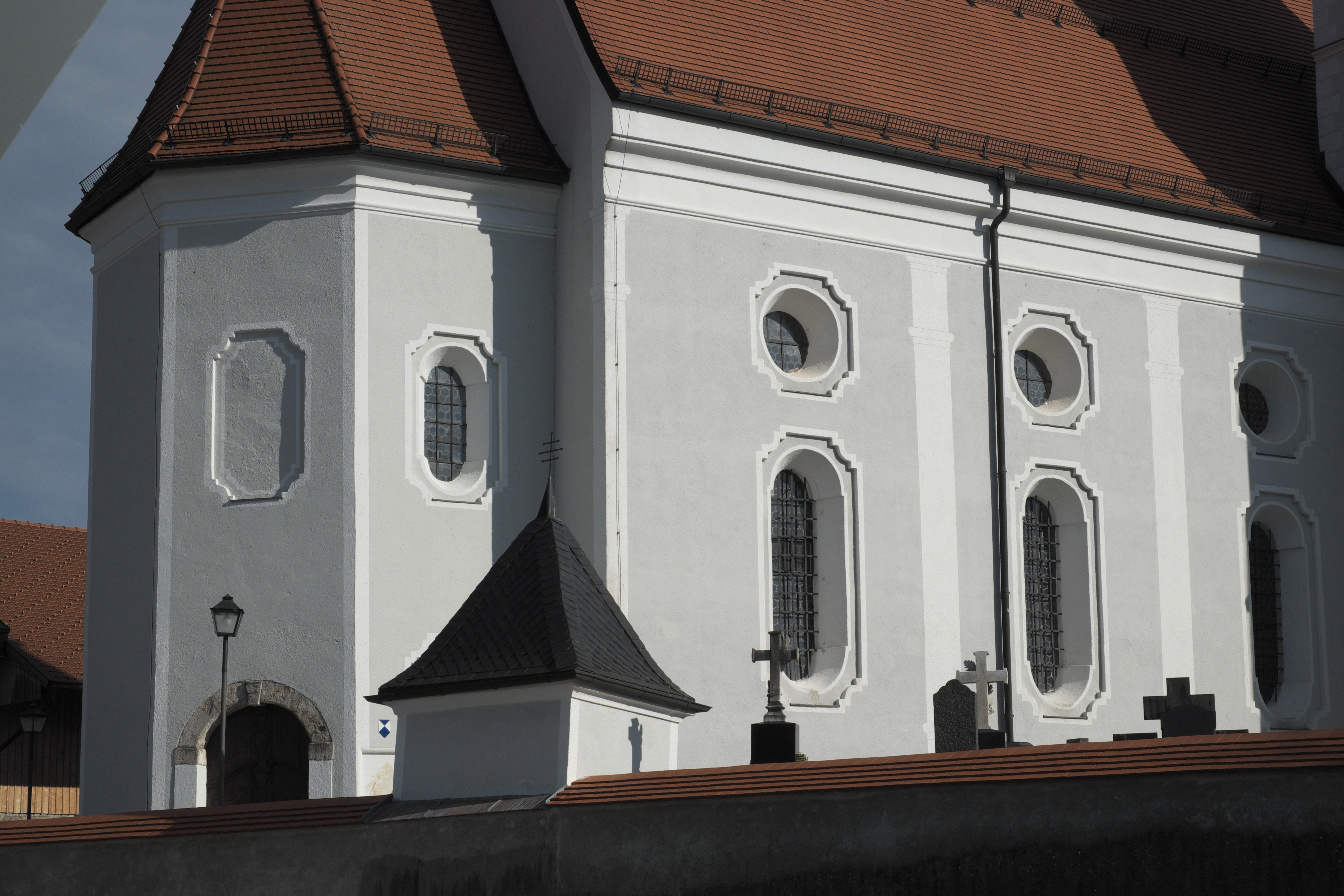
Langhaus von Südwesten

Die katholische Pfarrkirche St. Emmeram in Kleinhelfendorf, einem Pfarrdorf in der Gemeinde Aying im Landkreis München im Südosten der bayerischen Landeshauptstadt, wurde an der Stelle eines romanischen Vorgängerbaus in der zweiten Hälfte des 17. Jahrhunderts durch den Münchner Hofbaumeister Constantin Pader im Stil des Barock errichtet. Eine Besonderheit der Kirche stellt der reiche Stuckdekor dar, mit dem Decken und Wände überzogen sind. Die dem Patronat des  heiligen Märtyrers Emmeram von Regensburg anvertraute Kirche ist ein geschütztes Baudenkmal.

## Geschichte
Nach der Legende soll der heilige Emmeram im Jahr 652 auf seinem Weg nach Rom in Kleinhelfendorf gefoltert und getötet worden sein. Bereits im 8. Jahrhundert wurde im Ort eine erste Taufkirche geweiht. Der unmittelbare Vorgängerbau der heutigen Pfarrkirche war ein im 12. Jahrhundert aus Tuffquadern errichtetes Gotteshaus, von dem noch Teile des Langhauses, des Turmunterbaus und ein Rundbogenfries mit Zahnschnitt der ursprünglichen Turmaußenmauer erhalten sind.
Ab 1466 wurden an der Stelle der romanischen Apsis ein neuer Chor im Stil der Gotik errichtet, das Langhaus nach Westen verlängert und das fünfseitig geschlossene Vorzeichen angefügt. 1631 wurde das Turmoktogon aufgebaut und mit einer Zwiebelhaube gedeckt, als Schmuck wurden Steinkugeln eingemauert. In den Jahren 1649/50 begann man mit dem Neubau des Langhauses, 1668/69 wurden die Mauern von Chor, Langhaus und Vorzeichen erhöht und alle Raumteile neu eingewölbt. An der Südseite wurde die oktogonale Sakristei angebaut. Im Jahr 1680 fand die Weihe der Kirche statt.

## Architektur

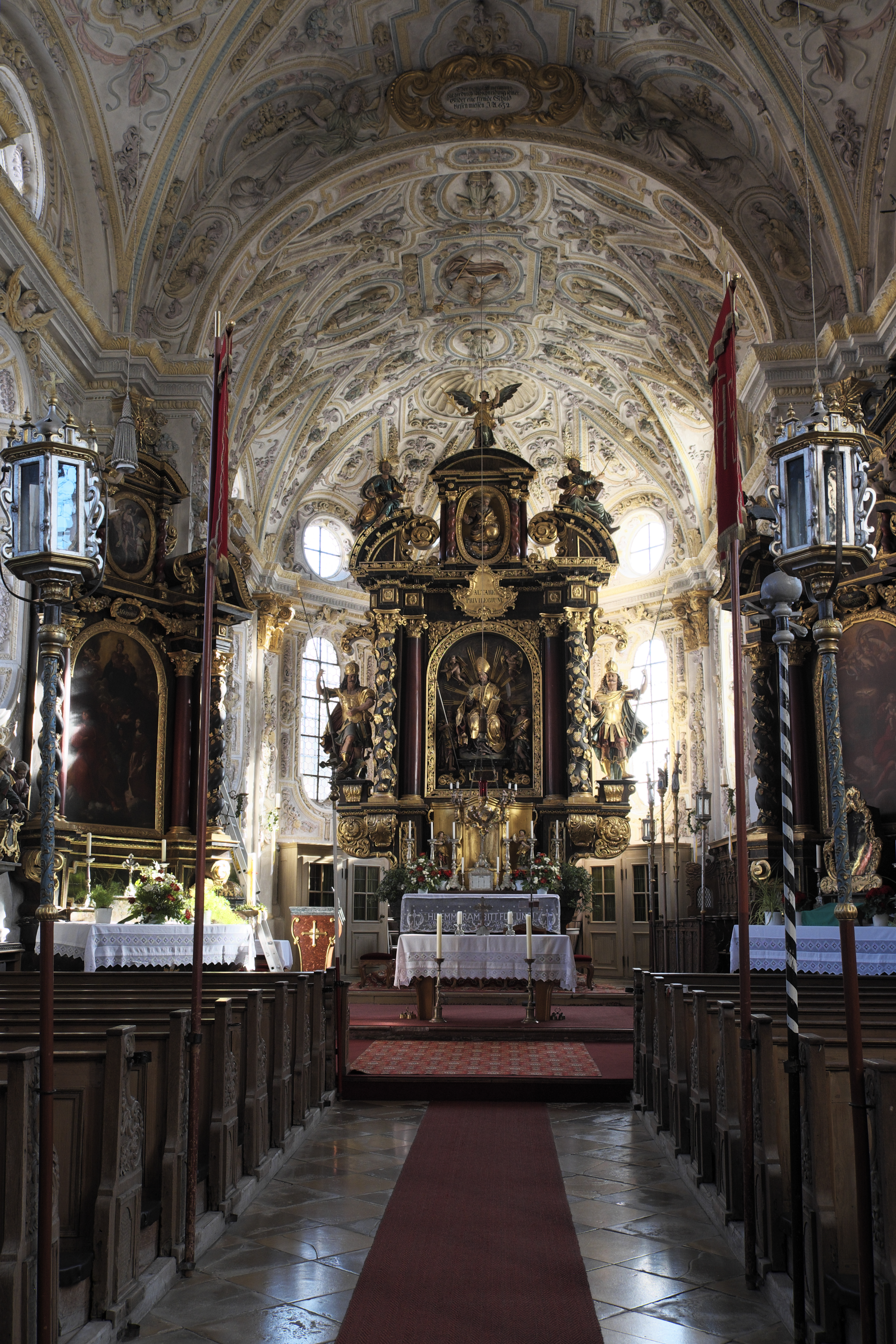
Innenraum

Das einschiffige Langhaus ist in vier Achsen gegliedert. Der leicht eingezogene Chor ist dreiseitig geschlossen. Chor und Langhaus werden von Stichkappentonnen gedeckt, die auf flachen, mit korinthischen Pilastern besetzten Pfeilern aufliegen. Den Innenraum beleuchten doppelte Fensterreihen. Zwischen den Wandpfeilern sind hohe, oben und unten abgerundete Fenster eingeschnitten, über dem verkröpften Gesims öffnen sich runde Okuli. Den westlichen Abschluss des Langhauses bildet eine Doppelempore. Auf den neun gegen Ende des 17. Jahrhunderts gemalten Bildtafeln an der unteren Empore sind Szenen der Legende des heiligen Emmeram dargestellt. Auf der oberen Empore ist die Orgel eingebaut.

## Stuck
Der mit figürlichen Motiven kombinierte Rahmenstuck, mit dem Decken und Wände überzogen sind, weist große Ähnlichkeit auf mit dem von Constantin Pader geschaffenen Stuckdekor der ehemaligen Zisterzienserinnenklosterkirche Mariä Himmelfahrt in Niederschönenfeld und wurde vermutlich in zwei Phasen ausgeführt. Bei der ersten Phase um 1670/80 waren Stuckmaurer aus Schliersee am Werk, die den geometrischen Rahmenstuck schufen. In einer zweiten Phase gegen Ende des 17. Jahrhunderts wurden stärker plastisch hervortretende Elemente eingefügt. In der Mitte der Chordecke thront der heilige Emmeram, umgeben von vier Engeln, die Messer und die abgehackten Hände und Füße des Kirchenpatrons in Händen halten. An der Langhausdecke ist Maria als Patrona Bavariae, als Schutzheilige Bayerns, dargestellt. Die Wandpfeiler schmücken Fruchtkörbe, Girlanden, Bandelwerk und Engelsköpfe. 1783 wurde der Stuck von Kaspar Weidtinger (Caspar Weidinger) in Pastelltönen übermalt.

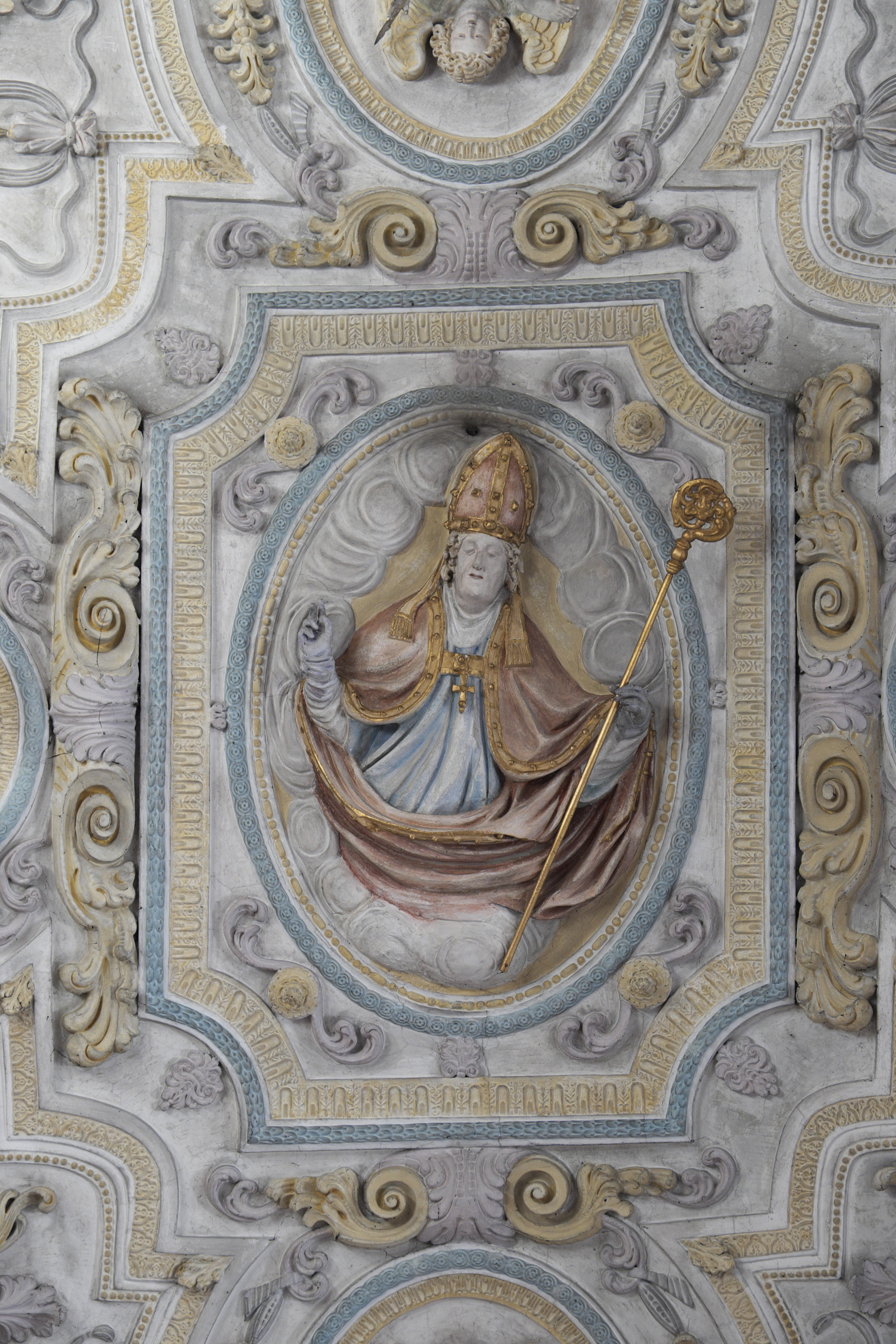
Heiliger Emmeram
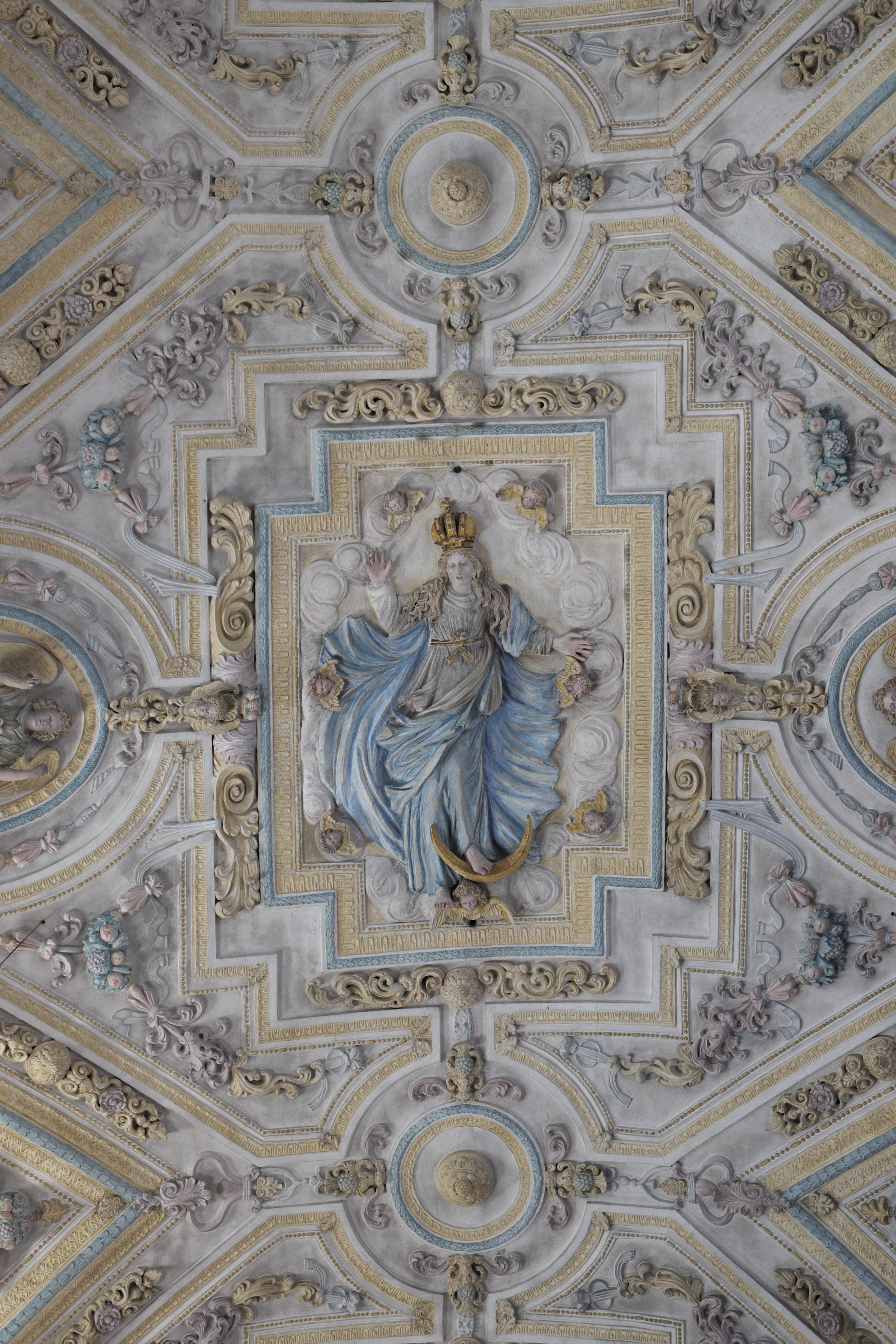
Patrona Bavariae
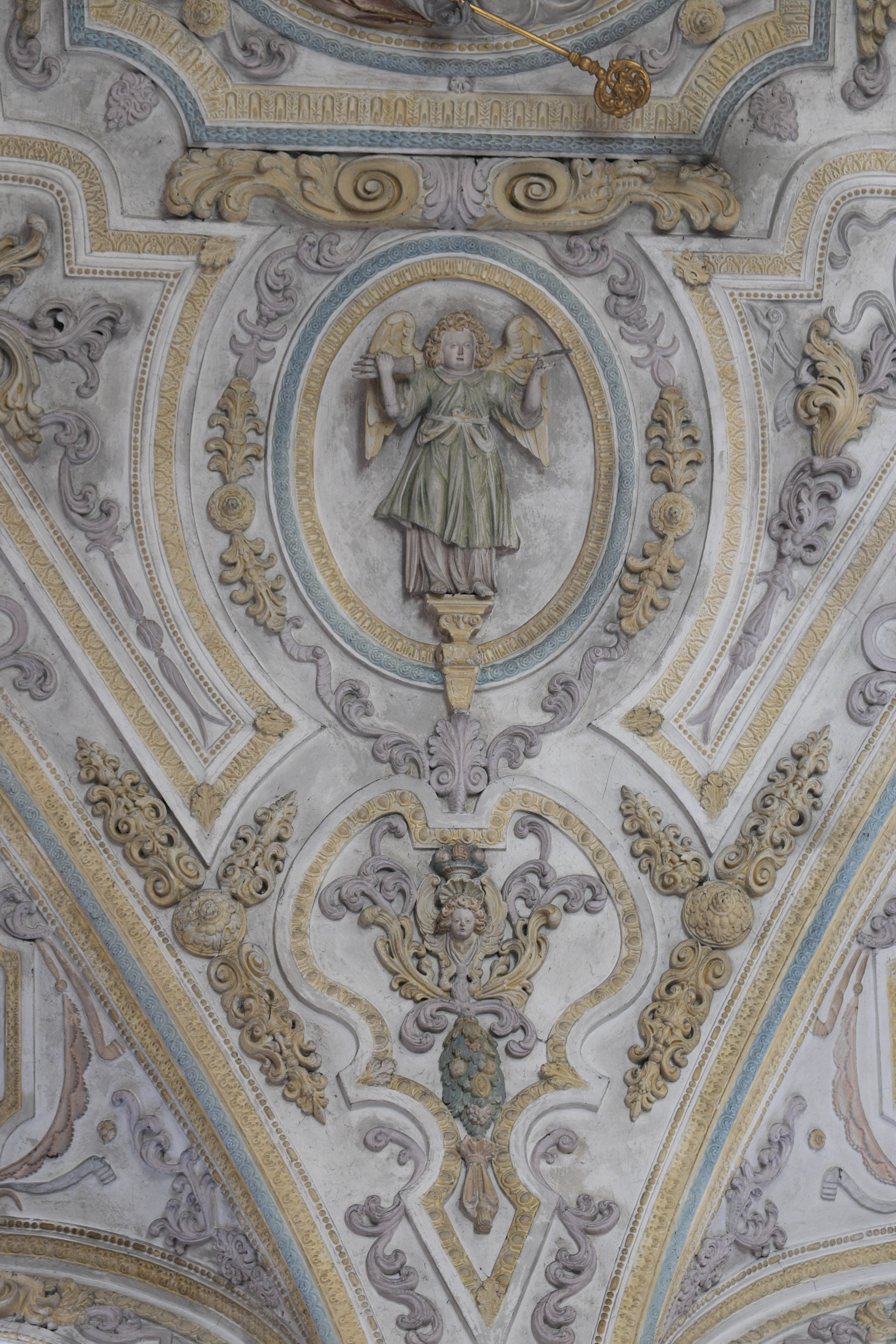
Engel mit Messer und abgehackter Hand des heiligen Emmeram
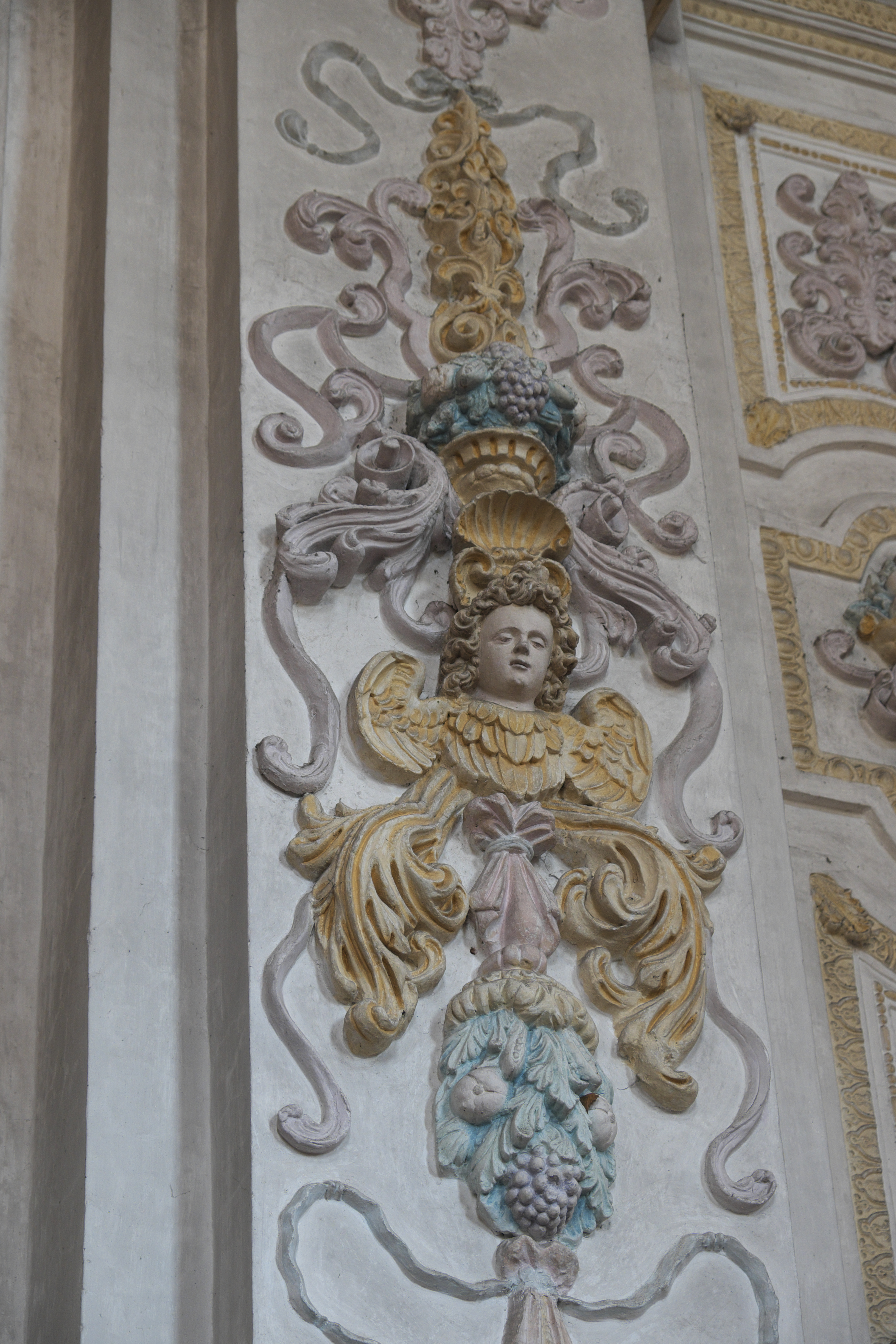
Fruchtgirlande und Engelskopf

## Ausstattung

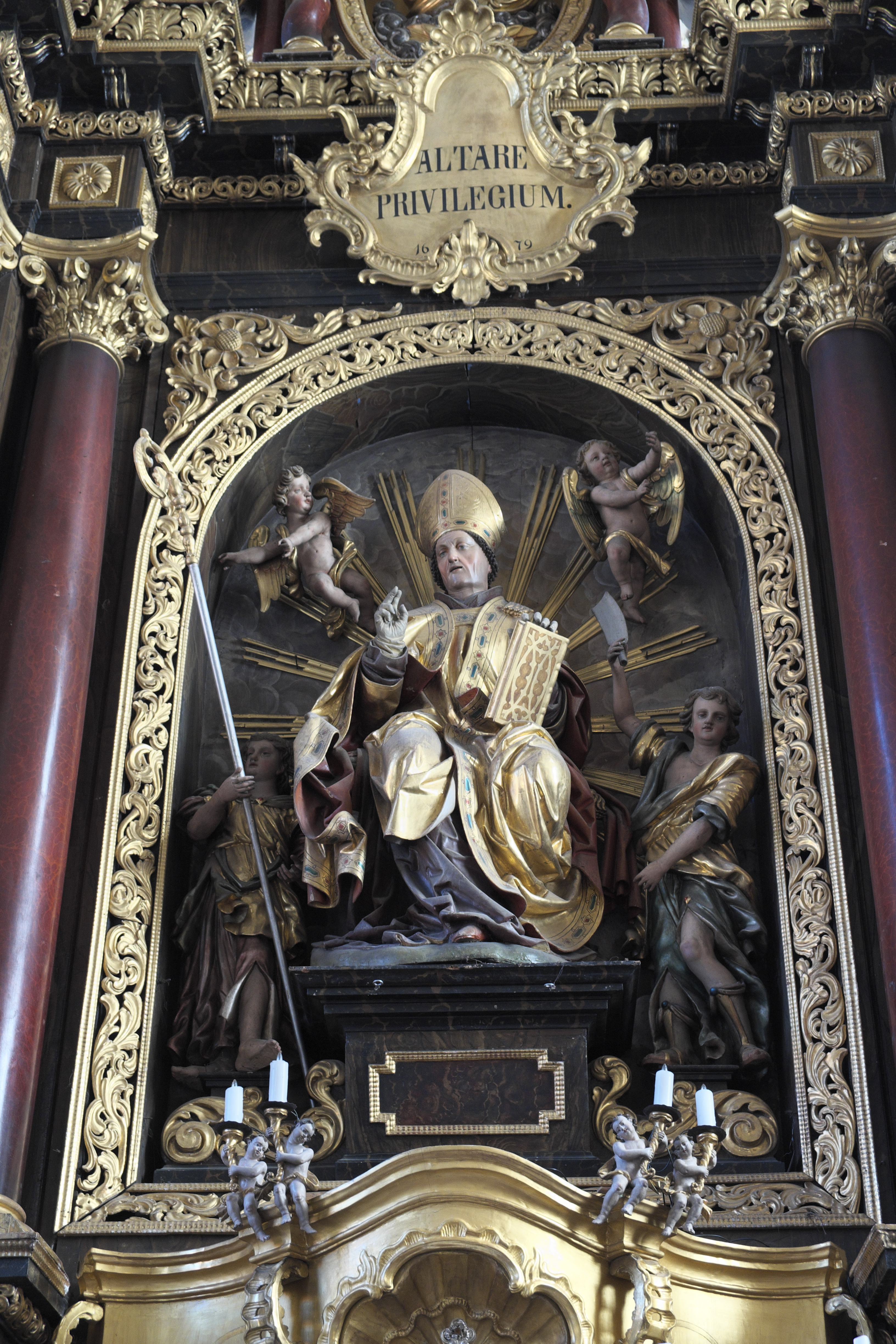
Hochaltar, Emmeram von Regensburg

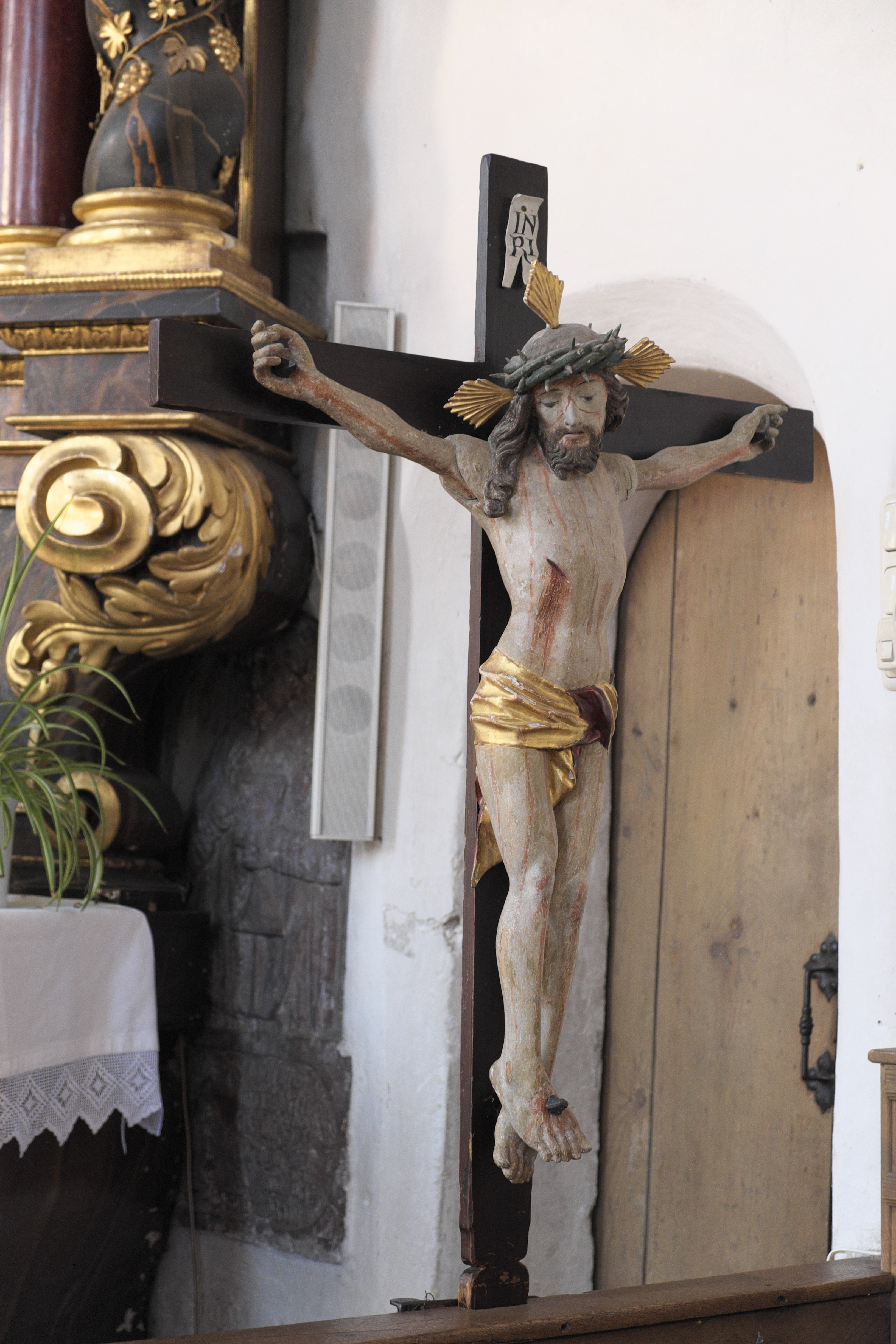
Vortragekreuz

- Der Hochaltar ist mit der Jahreszahl 1679 bezeichnet. Er wurde nach einem Entwurf von Andreas Leisberger angefertigt. Im Auszug thront Gottvater, seitlich auf den Segmentgiebeln sind die Apostel Petrus und Paulus dargestellt, in der Mitte oben steht der Erzengel Michael mit Flammenschwert und Seelenwaage. Die monumentale Sitzfigur des heiligen Emmeram im Altarschrein wird ins späte 15. Jahrhundert datiert und Erasmus Grasser zugeschrieben. Die überlebensgroßen Seitenfiguren stellen  links den heiligen Georg und rechts den heiligen Sebastian dar.
- Aus der Zeit um 1670/80 stammen auch die beiden Seitenaltäre. Auf dem nördlichen Altarbild sind der Evangelist Matthäus und die heilige Barbara, die vor der Muttergottes knien, dargestellt, am südlichen Altar sieht man den heiligen Christophorus und den heiligen Laurentius, die die Dreifaltigkeit verehren.
- Die Schnitzgruppe der Pietà an der nördlichen Chorhauswand stammt aus dem ersten Drittel des 18. Jahrhunderts.
- Daneben sieht man ein kleines Holzrelief mit der Darstellung des Marientodes. Es gehörte ursprünglich zu einem 1498 gestifteten Frauenaltar.
- An der Nordwand des Langhauses steht auf einem vergoldeten Holzsockel die Figurengruppe der Unterweisung Mariens. Die Halbfigur der heiligen Anna aus der zweiten Hälfte des 18. Jahrhunderts ist vielleicht eine Arbeit von Franz Xaver Schmädl. Im verglasten Holzsockel werden  Reliquien aufbewahrt.
- Das aus Eichenholz im Knorpelstil geschnitzte Chorgestühl stammt wie das Laiengestühl aus der Zeit um 1670/80.
- Auf zwei am Chorgestühl angebrachten Tragestangen sind ein Leuchterengel und eine Pietà dargestellt.
- Die Kanzel ist eine Arbeit von 1672. Auf dem Schalldeckel steht Johannes der Täufer.
- Das Vortragekreuz von 1520/30 an der vordersten Kirchenbank hat einen abnehmbaren Korpus mit beweglichen Armen. Die Christusfigur wurde früher in der Karwoche in das Heilige Grab gelegt, das vor dem Hochaltar aufgebaut wurde.
- Der Taufstein aus Rotmarmor besitzt einen diamantierten Fuß und einen gedrehten Schaft aus spätgotischer Zeit um 1500, das Becken stammt aus der Barockzeit. Die Taufgruppe wurde um 1680 geschaffen.
- Im Oktogon des Turms hängt ein vierstimmiges Bronzegeläute mit Schlagtonfolge des1 - es1 - ges1 - b1

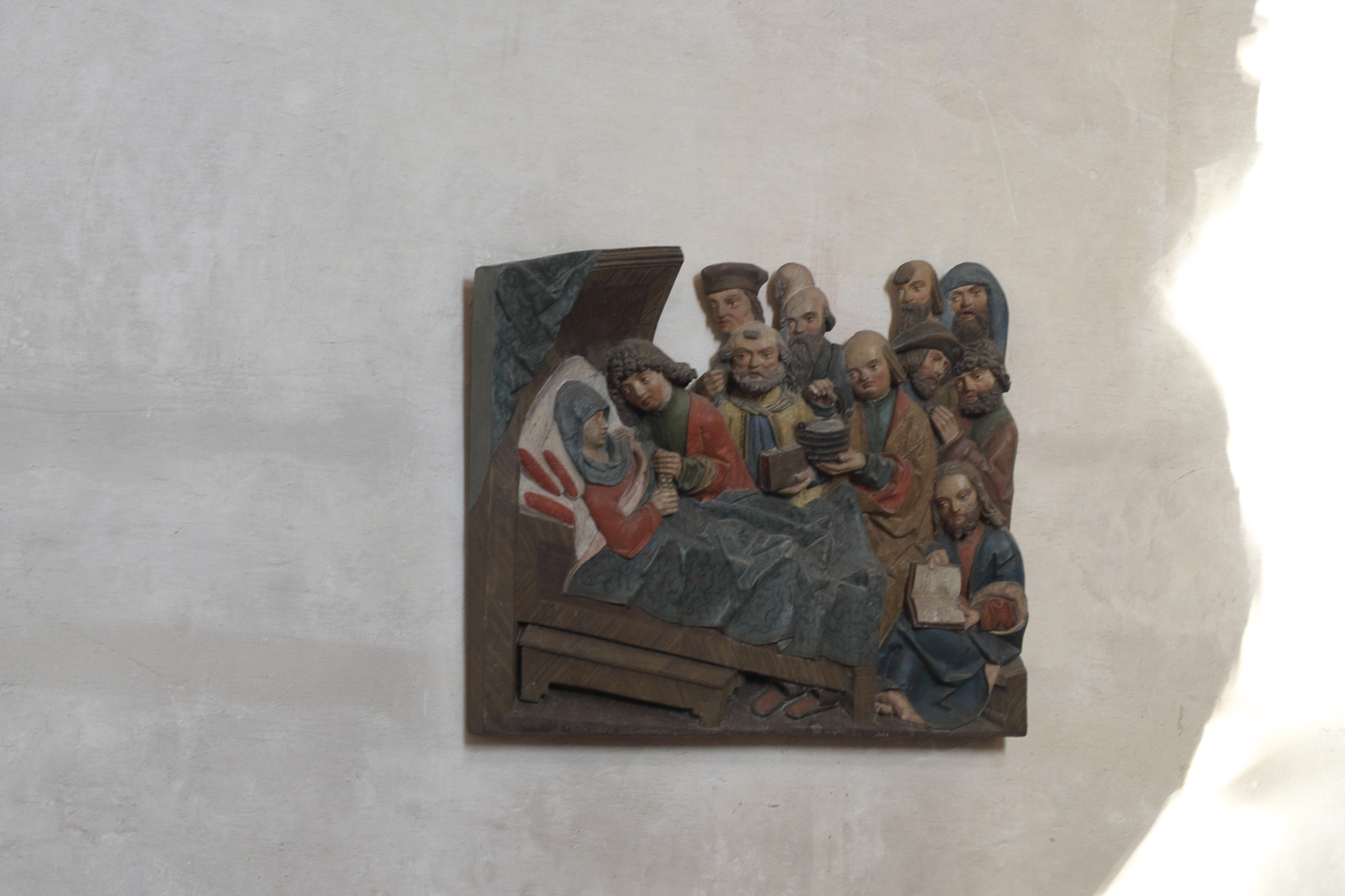
Marientod
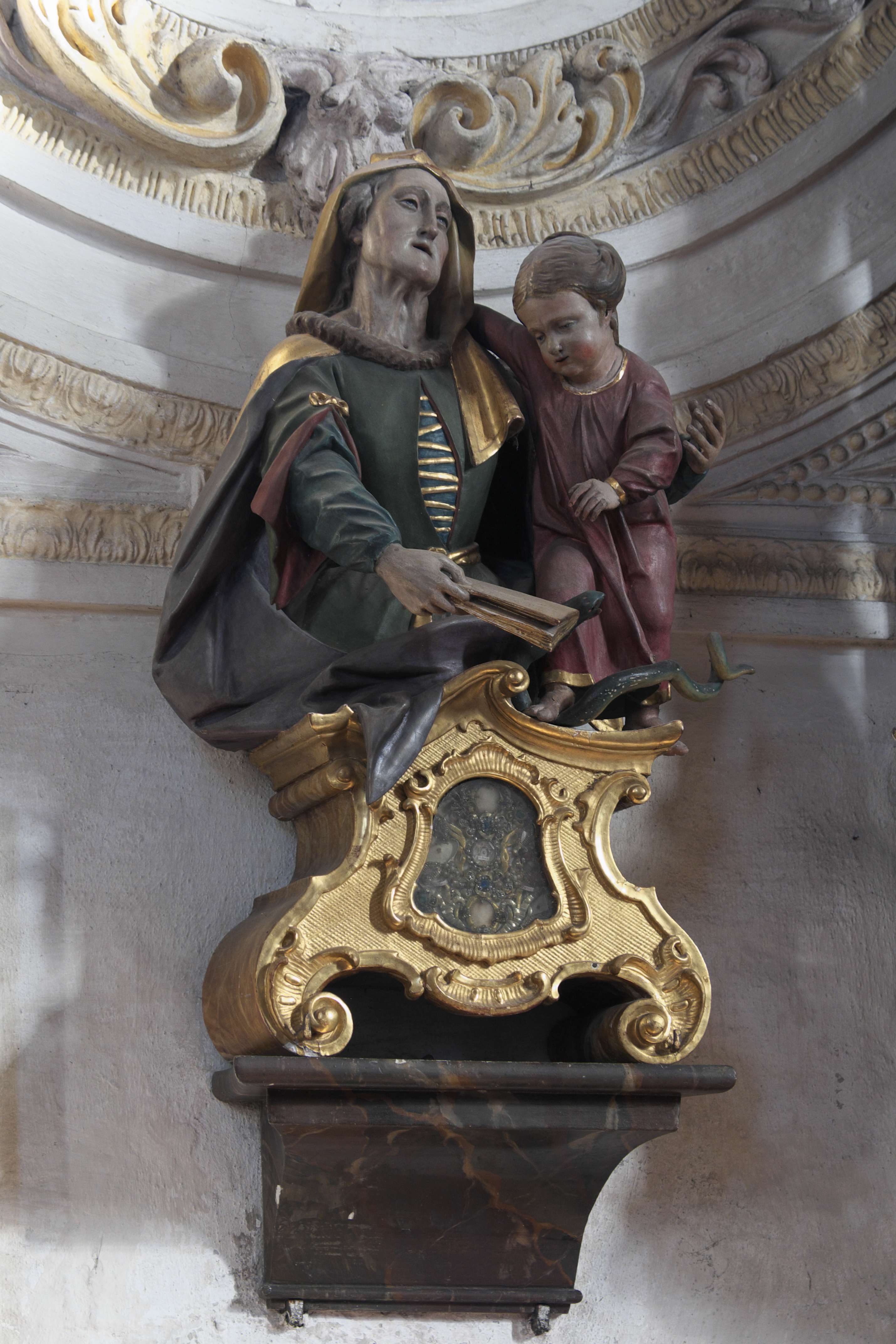
Unterweisung Mariens
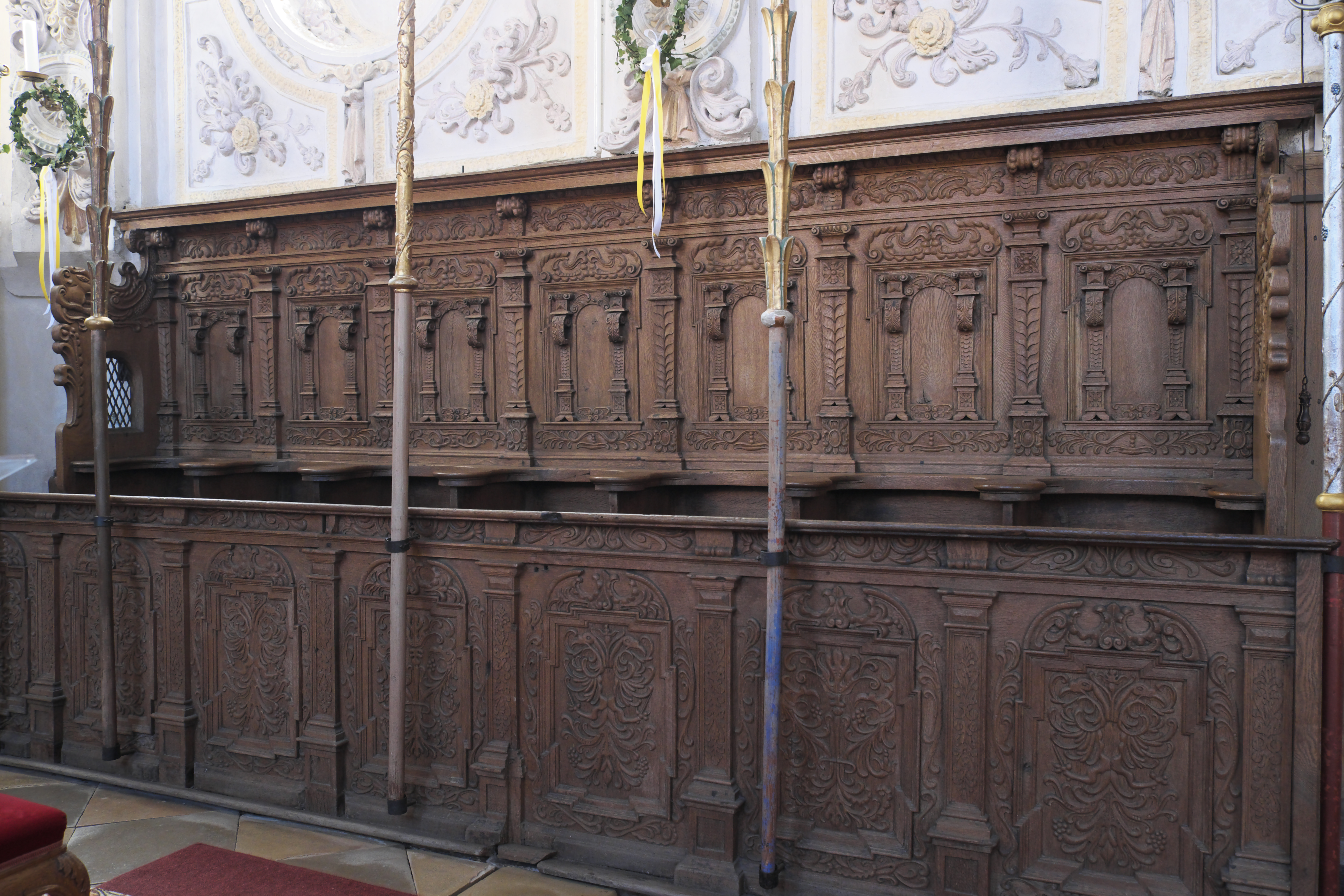
Chorgestühl
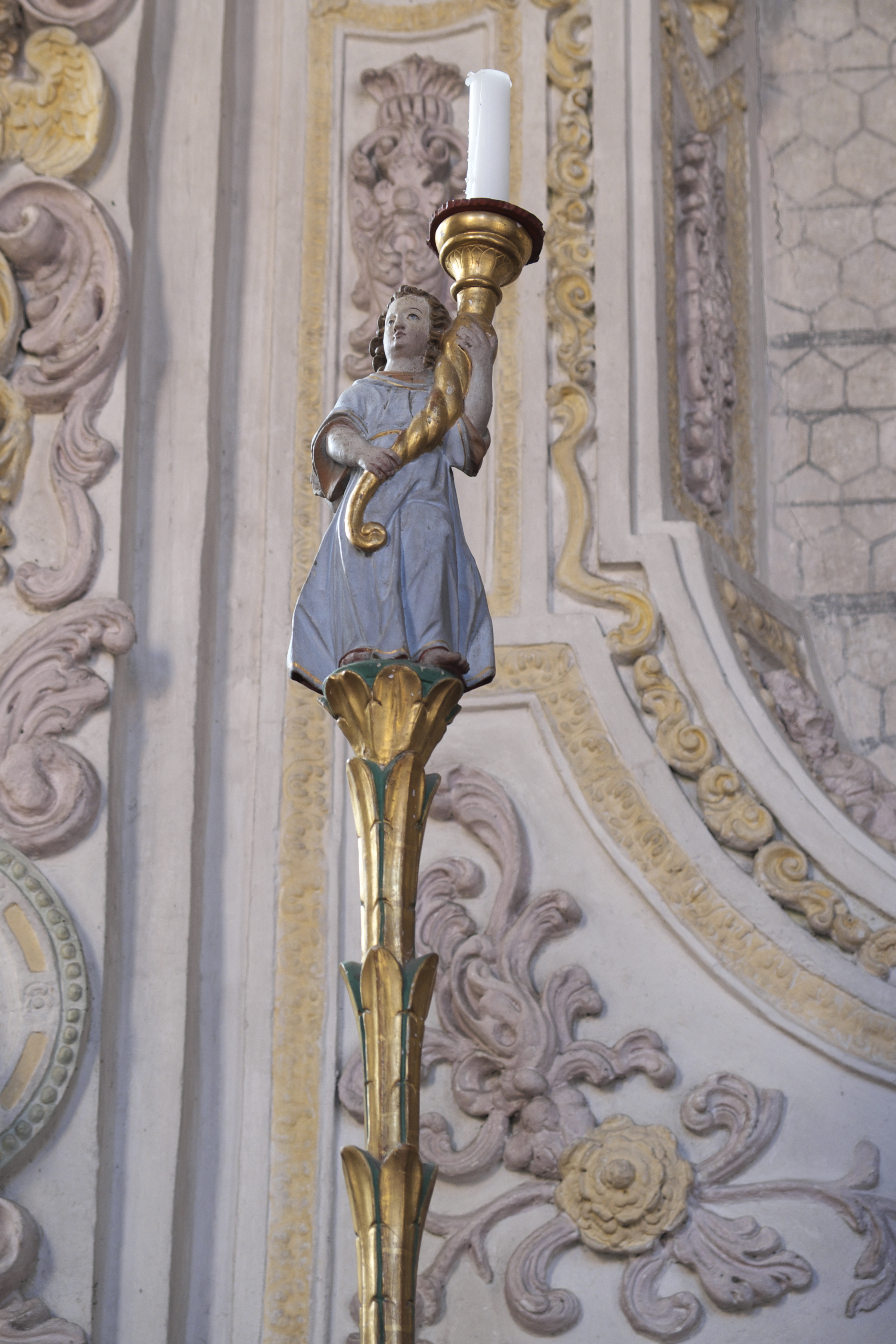
Leuchterengel
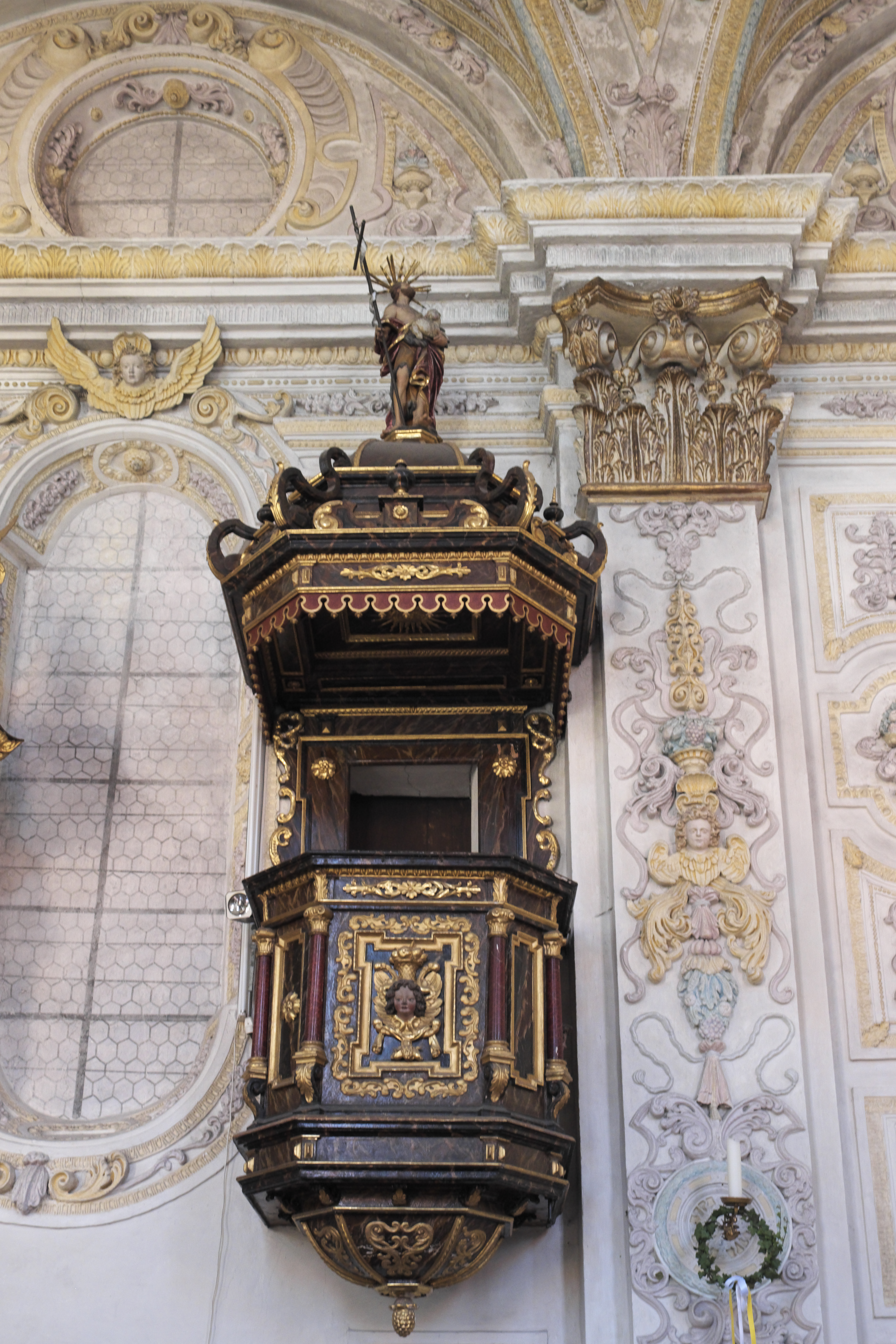
Kanzel